# Batalla de McDowell
La Batalla de McDowell, también conocida como la Batalla de Sitlington's Hill, se libró el 8 de mayo de 1862, cerca de McDowell, Virginia, como parte de la campaña del Valle de Shenandoah de 1862 del general de división confederado Stonewall Jackson durante la guerra civil estadounidense. Tras sufrir una derrota táctica en la primera batalla de Kernstown, Jackson se retiró al sur del valle de Shenandoah. Las fuerzas de la Unión comandadas por los generales de brigada Robert Milroy y Robert C. Schenck avanzaban desde lo que hoy es Virginia Occidental hacia el valle de Shenandoah. Tras ser reforzado por tropas al mando del general de brigada Edward Johnson, Jackson avanzó hacia el campamento de Milroy y Schenck en McDowell. Jackson tomó rápidamente las prominentes alturas de Sitlington's Hill, y los intentos de la Unión por reconquistar la colina fracasaron. Las fuerzas de la Unión se retiraron esa noche, y Jackson las persiguió, para volver a McDowell el 13 de mayo. Después de McDowell, Jackson derrotó a las fuerzas de la Unión en varias otras batallas durante su campaña en el Valle.

## Antecedentes
Más información: Campaña de Jackson's Valley
En marzo de 1862, las fuerzas de la Unión al mando del general de división Nathaniel P. Banks se adentraron en el valle de Shenandoah con el objetivo de apoyar el avance del general de división George B. McClellan en la península de Virginia. La resistencia confederada al avance de Banks consistía en un pequeño ejército comandado por el general de división Thomas J. "Stonewall" Jackson. El 21 de marzo, el alto mando de la Unión ordenó a la mayoría de los mandos de Banks que abandonaran el valle de Shenandoah, dejando sólo una división al mando del general de brigada James Shields para hacer frente a Jackson. Shields dejó su campamento en Strasburg y comenzó a moverse hacia el norte, hacia Winchester. El 23 de marzo, Jackson alcanzó a la división de Shields cerca de Kernstown. Una información errónea hizo creer a Jackson que sólo una pequeña parte de la fuerza de Shields estaba en Kernstown, por lo que ordenó un asalto. En lugar de ello, Shields estaba en la zona con toda su fuerza, y se inició una dura batalla. Los confederados tomaron una posición detrás de un muro de piedra, pero después de que la brigada del general de brigada confederado Richard B. Garnett se retirara tras quedarse sin munición, el flanco de la posición confederada quedó expuesto, obligando a Jackson a retirarse del campo. A pesar de haber derrotado a Jackson en Kernstown, el alto mando de la Unión estaba preocupado por el comportamiento agresivo que había mostrado el ejército confederado, y comenzó a enviar más tropas a la zona del valle de Shenandoah, incluyendo las dos divisiones del ejército de Banks que habían sido trasladadas anteriormente.
Tras la retirada de Kernstown, las fuerzas de Jackson permanecieron en el sur del valle de Shenandoah esperando órdenes y preparándose para la batalla. En abril, Jackson recibió órdenes de mantener ocupadas a las fuerzas de la Unión en el Valle con el objetivo de evitar que se unieran al ejército de McClellan cerca de Richmond. También llegaron al campamento de Jackson refuerzos comandados por el general de división Richard Ewell. Mientras tanto, otra fuerza de la Unión se movía contra el ejército de Jackson. El Departamento de Montaña del mayor general John C. Frémont se dirigía hacia Jackson desde el oeste, a través de las montañas Allegheny. La fuerza de avance de Frémont constaba de 3.500 hombres al mando del general de brigada Robert Milroy. Milroy llegó al pueblo de McDowell a principios de mayo, y fue reforzado por otros 2.500 hombres al mando del general de brigada Robert C. Schenck el 8 de mayo.
Las columnas de Jackson partieron de sus campamentos en la zona de West View y Staunton, en la mañana del 7 de mayo. Jackson había sido reforzado con elementos de la brigada del general de brigada Edward "Allegheny" Johnson. La zona de McDowell contenía varios puntos de terreno elevado; un pico conocido como Jackson's Mountain estaba situado al oeste de la ciudad, y Bull Pasture Mountain estaba al este de McDowell. Una carretera conocida como Parkersburg and Staunton Turnpike atravesaba la zona aproximadamente de este a oeste. Una colina conocida como Sitlington's Hill estaba situada al sur de la carretera, y Hull's Hill estaba al norte de la misma. El río Bull Pasture discurría entre la ciudad de McDowell y las colinas de Sitlington y Hull. Esperando un ataque, los comandantes de la Unión enviaron pequeñas fuerzas para servir como escaramuzas. Una parte de una batería de artillería también fue enviada a la parte sur de Hull's Hill, donde mantuvo un fuego regular a pesar de no tener una visión clara de ningún confederado. Los escaramuzadores de la Unión de la 32.ª Infantería de Ohio, la 73.ª Infantería de Ohio y la 3.ª Infantería de Virginia Occidental entraron en contacto con las fuerzas confederadas.

## Fuerzas enfrentadas

### Unión
Schenck tenía el mando general de la fuerza de la Unión, aunque seguía manteniendo el mando nominal de su brigada. La brigada de Milroy contenía seis regimientos de infantería, dos baterías de artillería y un regimiento de caballería. Todas las unidades de la brigada de Milroy procedían de los estados de Ohio y Virginia Occidental. La brigada de Schenck estaba formada por tres regimientos de infantería, una batería de artillería y un batallón de caballería. Las unidades de Ohio, Virginia Occidental y Connecticut estaban representadas en la brigada de Schenck.

### Confederación
El ejército confederado estaba formado por las tres brigadas de la fuerza original de Jackson y las dos brigadas de la fuerza adjunta de Johnson. La fuerza original de Jackson contenía una brigada de cinco regimientos de infantería y dos baterías de artillería al mando del general de brigada Charles S. Winder, una brigada de tres regimientos de infantería, un batallón de infantería y dos baterías de artillería al mando del coronel John A. Campbell, y una brigada de tres regimientos de infantería y una batería de artillería al mando del general de brigada William B. Taliaferro. La fuerza de Johnson estaba compuesta por una brigada de tres regimientos de infantería al mando del coronel Zephaniah T. Conner y una segunda brigada de tres regimientos de infantería al mando del coronel William C. Scott. Todas las unidades del ejército confederado eran de Virginia, excepto un regimiento de Georgia en la brigada de Conner.

## Batalla

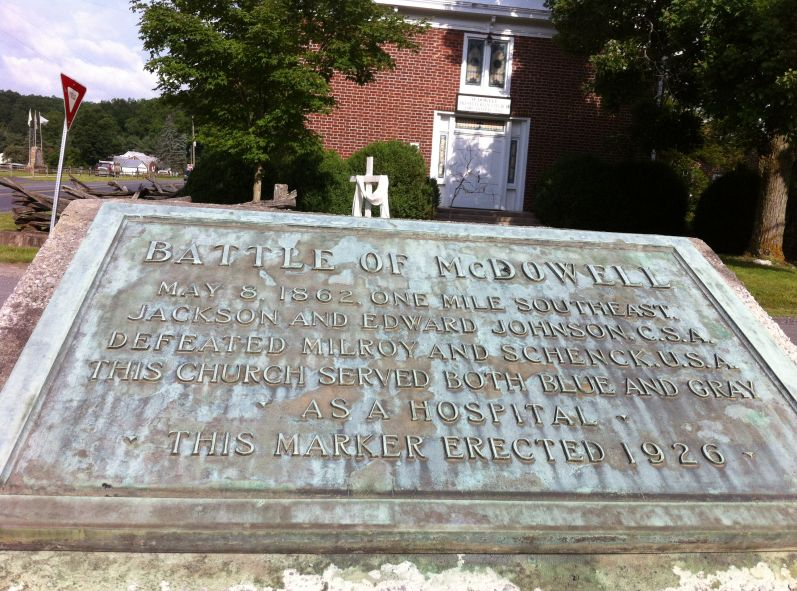
Placa que marca la batalla, colocada frente a la Iglesia Presbiteriana

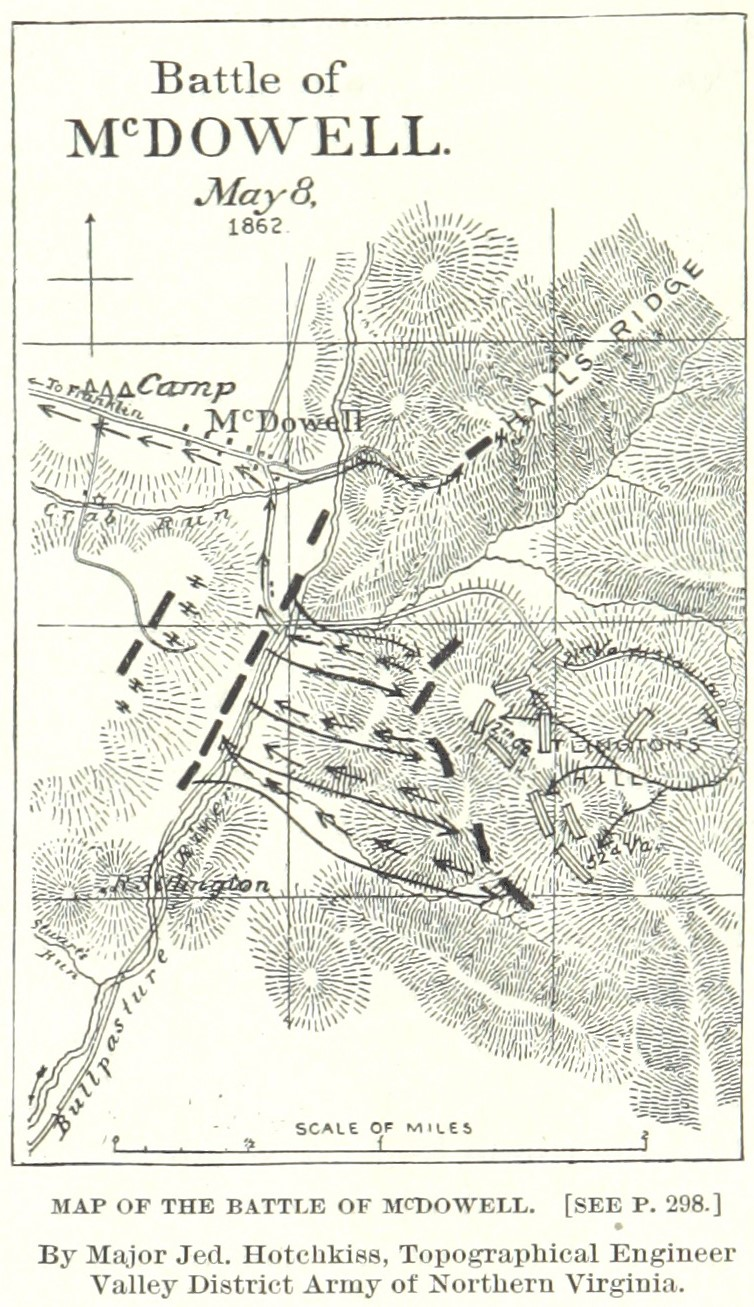
Mapa de la batalla por Jedediah Hotchkiss

Jackson envió entonces tropas para tomar la cresta ligeramente defendida de Sitlington's Hill. La brigada de Scott lideró el camino. La 52.ª Infantería de Virginia se alineó en formación de escaramuza a la izquierda confederada, y la 44.ª Infantería de Virginia y la 58.ª Infantería de Virginia se alinearon entre la 52.ª Virginia y la carretera en el otro extremo de la colina de Sitlington. La 12.ª Infantería de Georgia de la brigada de Conner apoyó a los virginianos. Jackson y Johnson se trasladaron a la cima de la colina para tener un punto desde el que pudieran observar la posición de la Unión con la esperanza de encontrar un camino adecuado para un ataque de flanqueo. Sin embargo, Milroy ordenó a sus tropas de la Unión que atacaran la posición confederada en la colina de Sitlington, desbaratando los planes confederados. El terreno accidentado había llevado a Jackson a decidir no apoyar su línea en la colina de Sitlington con artillería.
Milroy y Schenck decidieron enviar cinco regimientos contra la línea confederada. La 25.ª Infantería de Ohio y la 75.ª Infantería de Ohio (ambas de la brigada de Milroy) apuntaron hacia donde los comandantes de la Unión pensaban que se encontraba el centro de la línea confederada. La 82.ª Infantería de Ohio de la brigada de Schenck y la 32.ª Infantería de Ohio de la brigada de Milroy se alinearon a la derecha de la 25.ª y la 75.ª de Ohio, y la 3.ª Infantería de Virginia Occidental avanzó a lo largo de la carretera a la izquierda de la Unión. El hecho de que los confederados mantuvieran el terreno elevado resultaría ser una desventaja para ellos: el sol se estaba poniendo detrás de la línea confederada, silueteando a los soldados contra el cielo. La colina también proyectaba sombras que ayudaban a ocultar a las tropas de la Unión. El 12.º de Georgia se había colocado en una posición expuesta frente a la línea principal confederada, y fue el primero en contactar con el asalto de la Unión. La posición de los georgianos y sus anticuados mosquetes les dieron una fuerte desventaja en el combate. Más adelante, el 32.º y el 82.º de Ohio atacaron la línea principal confederada, que había sido reforzada por el 25.º de Infantería de Virginia y el 31.º de Infantería de Virginia de la brigada de Conner. La lucha se hizo muy intensa, y los informes describen la batalla como "feroz y sanguinaria" y "muy terrorífica" En un momento dado, los confederados que luchaban contra el 82.º de Ohio intentaron utilizar los cuerpos de los soldados muertos como parapetos.
El quinto regimiento de la Unión en combate, el 3.º de Virginia Occidental, se encontró con escaramuzadores del 52.º y 31.º de Virginia que estaban protegiendo el flanco derecho confederado. Los confederados recibieron entonces más refuerzos de las brigadas de Campbell y Taliaferro. La 10.ª Infantería de Virginia de la brigada de Taliaferro se trasladó a la izquierda confederada, y la 23.ª Infantería de Virginia y la 37.ª Infantería de Virginia de Taliaferro relevaron a la 25.ª de Virginia en la línea principal confederada. Hacia el centro de la línea confederada, la 12.ª de Georgia, ensangrentada y sin municiones, se vio obligada a retirarse y fue sustituida por la 48.ª de Infantería de Virginia de Campbell. Milroy desplazó algunos de sus regimientos, moviendo el 32.º de Ohio para apoyar al 75.º de Ohio cerca de donde los georgianos habían sido expulsados, y llevando el 3.º de Virginia Occidental desde el flanco a la posición que antes ocupaba el 32.º de Ohio. Aunque el peso añadido del 32.º de Ohio obligó al 48.º de Virginia a desalojar rápidamente su posición avanzada, los asaltantes de la Unión, superados en número, interrumpieron el asalto. El combate terminó alrededor de las 21 horas.

## Consecuencias

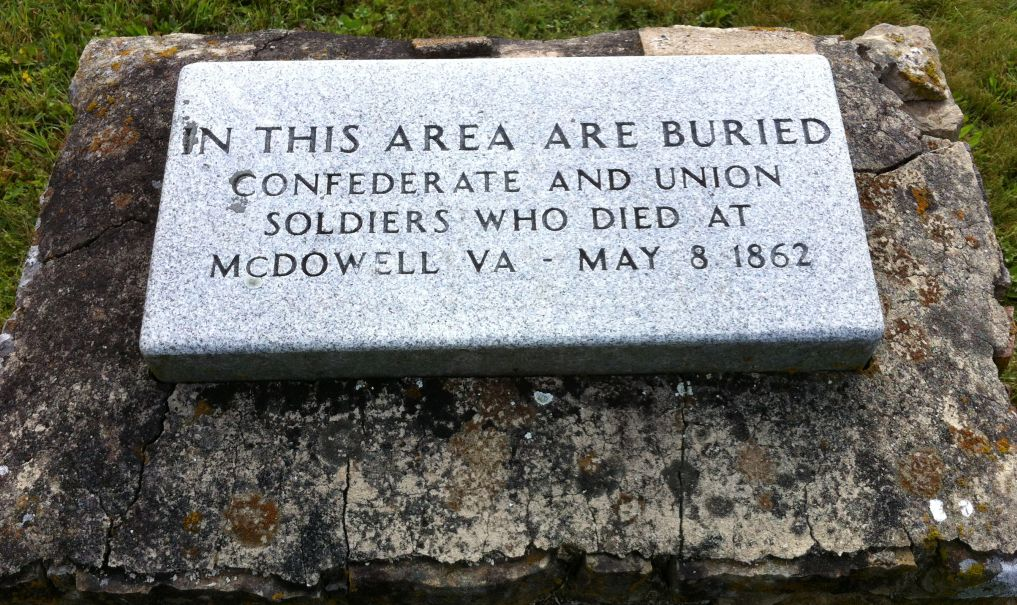
Placa en el cementerio de McDowell

Milroy y Schenck ordenaron una retirada general la noche después de la batalla, después de quemar los suministros que no pudieron llevar en la retirada y de deshacerse de la munición extra arrojándola al río Bull Pasture. Jackson inició una persecución de la columna de la Unión el 9 de mayo, y las tropas de la Unión llegaron a Franklin, Virginia Occidental, el 11 de mayo. La persecución de Jackson llegó hasta las cercanías de Franklin, pero los confederados interrumpieron la retirada y retrocedieron hasta McDowell el 13 de mayo.
Las estimaciones de las bajas varían según las fuentes. Una fuente sitúa las pérdidas confederadas en 146 muertos, 382 heridos y cuatro capturados, para un total de 532; la misma fuente sitúa las pérdidas de la Unión en 26 muertos, 230 heridos y 3 desaparecidos, para un total de 259. Otras sitúan las pérdidas en 256 para la Unión y alrededor de 500 para los confederados. De las pérdidas confederadas, aproximadamente 180 fueron sufridas solo por el 12.º de Georgia. Además, las pérdidas confederadas incluían a Johnson, que había recibido un disparo en el tobillo y estaba gravemente herido.
A pesar de retirarse del campo, algunas fuentes han argumentado que las fuerzas de la Unión lograron un empate al luchar contra Jackson hasta prácticamente un punto muerto. Sin embargo, la derrota de la fuerza de la Unión y la retirada de Milroy y Schenck del valle de Shenandoah proporcionó a los confederados una victoria estratégica. Jackson resumiría más tarde la batalla en la única frase "Dios bendijo nuestras armas con la victoria en McDowell ayer". Jackson continuó su campaña en el Valle después de McDowell. Su siguiente batalla fue contra un puesto de avanzada del ejército de Banks el 23 de mayo, y los confederados derrotaron a la fuerza principal de Banks el 25 de mayo. Otras victorias en las batallas de Cross Keys, el 8 de junio, y de Port Republic, el 9 de junio, restauraron el control confederado del valle de Shenandoah.

## Conservación del campo de batalla
El Civil War Trust (una división del American Battlefield Trust) y sus socios han adquirido y preservado 583 acres (2,36 km²) del campo de batalla a partir de 2019. El campo de batalla está en buen estado de conservación, con algunos de los edificios de la época de la guerra todavía en pie. Un sendero lleva al lugar de algunos de los combates en Sitlington's Hill, y el lugar de la batalla está conmemorado con marcadores. Algunos de los soldados muertos durante la batalla están enterrados en un cementerio en McDowell.